# Bovec
Bovec (em italiano Plezzo; em alemão Flitsch; em friulano Plèz) é um município da Eslovênia. A sede do município fica na localidade de mesmo nome.